# Яблоко (Звёздный путь: Оригинальный сериал)
«Яблоко» (англ. «The Apple») — пятый эпизод второго сезона американского научно-фантастического телесериала «Звёздный путь», впервые показанный на телеканале NBC 13 октября 1967 года.

## Сюжет
В звёздную дату 3715.3 звездолёт Федерации «Энтерпрайз» под командованием Джеймса Тиберия Кирка прибывает на планету Гамма Триангули VI, которая богата природными ресурсами и кажется экипажу тропическим раем. Капитан с десантной командой спускаются на поверхность, где вскоре обнаруживается враждебность планеты. Команда теряет нескольких членов безопасности. Телепортация на «Энтерпрайз» оказывается невозможной: энергетическое поле планеты забирает энергию у звездолёта, отчего телепортатор не работает.
Команда находит примитивное поселение и местных жителей планеты. Вскоре им удаётся вступить в контакт с одним из обитателей планеты. Он представляется как Акута из народа Питателей Ваала, с помощью усиков на голове, похожих на антенны, Акута рассказывает, что может общаться с самим Ваалом. Скотти с корабля сообщает, что «Энтерпрайз» медленно притягивается к планете силовым лучом. Акута показывает место, где живёт Ваал: это пещера, напоминающая разинутую пасть дракона. Спок убеждается, что вход защищён силовым полем и делает предположение, что внутри есть мощные компьютеры древней цивилизации, это и есть Ваал. Акута ведёт команду в свою деревню.
Люди вскоре понимают, что туземцы получают от Ваала еду, жильё, хороший климат и т. д. взамен преподнося ему ценную руду. У местных жителей даже нет деторождения, Ваал каким-то образом даже меняет население по мере необходимости.
В деревне Павел Чехов и старшина Марта Лендон флиртуют друг с другом и вскоре уединяются, чтобы поцеловаться. Туземцы увидели это и начали подражать, после чего Ваал через антенны приказывает Акуте убить незнакомцев. Один член команды погибает. Остальным приходится отбиваться от туземцев и побеждают их. Скотти говорит, что у звездолёта осталось 15 минут до того, как он войдёт в атмосферу планеты и разобьётся. В это время Ваал через Акуту просит принести ему породу для кормления. Однако члены экипажа уже догадались, что это источник энергии Ваала и не позволяют туземцем «накормить» машину. Напротив, капитан приказывает «Энтерпрайзу» атаковать фазерным лучом логово Ваала. Корабль включает фазер, постепенно защитное поле Ваала сдаётся и он уничтожается. Звездолёт отправляется назад на орбиту для ремонта. На планету с корабля телепортируются инженеры для изучения компьютерных систем Ваала, а Кирк говорит Акуте, что его народ теперь сможет жить нормальной жизнью.
На корабле Спок рассуждает о произошедшем. Он сравнивает произошедшее с библейской историей изгнания из рая.

## Отзывы
По мнению критика Билли Докса этот эпизод можно было бы сделать зрелищнее, если бы Ваал ел туземцев, подобно тому, как это происходило с элоями и морлоками в романе Герберта Уэллса. Докс окрестил этот эпизод как классический краснорубашечный — здесь погибают четверо не влияющих на сюжет охранников в красной форме.
Зак Хэндлен из The A.V. Club поставил этому эпизоду оценку «B-». По его мнению, эпизод метафорично показывает военную политику США.

## Ремастеринг
1 марта 2008 года на экраны вышел отредактированный эпизод «Яблоко». Помимо улучшенного видеоряда и отредактированной звуковой дорожки (эти изменения затронули все эпизоды оригинального сериала), в эпизоде присутствуют следующие изменения:
- Планета Гамма Триангули VI получила компьютерную модель и стала более похожей на Землю (в оригинальной версии она красного цвета);
- Луч, уничтожающий Ваала, стал более реалистичным[6].